# Parosphromenus anjunganensis
Parosphromenus anjunganensis är en fiskart som beskrevs av Kottelat, 1991. Parosphromenus anjunganensis ingår i släktet Parosphromenus och familjen Osphronemidae. Inga underarter finns listade i Catalogue of Life.